# Henry Brinley Richards

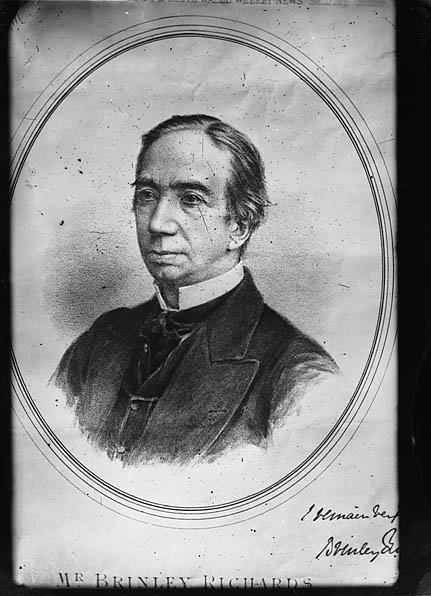
Brinley Richards.

Henry Brinley Richards, född den 13 november 1817 i Carmarthen i Wales, död den 1 maj 1885 i London, var en engelsk pianist och tonsättare.
Richards var professor vid kungliga musikakademien i London samt en ansedd konsertspelare och lärare. Han komponerade pianostycken i den ytligare salongsgenren, men även orkesterverk, andliga sånger med mera samt nationalhymnen God bless the prince of Wales.